# لي كولينز (لاعب كرة قدم)
لي كولينز (بالإنجليزية: Lee Collins)‏ (3 فبراير 1974 في المملكة المتحدة - ) هو لاعب كرة قدم بريطاني في مركز الوسط. لعب مع سويندون تاون ونادي بلاكبول ونادي ستنهاوسموير ونادي موركامب ونادي ألبيون روفرز.

## وصلات خارجية
- لي كولينز على موقع قاعدة بيانات كرة القدم.إي يو (الإنجليزية)
- لي كولينز على موقع Soccerbase.com (لاعب) (الإنجليزية)